# Scheinfeld
Scheinfeld – miasto w Niemczech, w kraju związkowym Bawaria, w rejencji Środkowa Frankonia, w regionie Westmittelfranken, w powiecie Neustadt an der Aisch-Bad Windsheim, siedziba wspólnoty administracyjnej Scheinfeld. Leży w Steigerwaldzie, ok. 15 km na północny zachód od Neustadt an der Aisch, przy drodze B8.

## Dzielnice
W skład miasta wchodzą następujące dzielnice: 
| - Burgambach - Erlabronn - Grappertshofen - Hohlweiler - Klosterdorf | - Kornhöfstadt - Neuses - Oberlaimbach - Ruthmannsweiler - Schnodsenbach | - Thierberg - Unterlaimbach - Zeisenbronn |

## Polityka
Rada miasta:
|      | CSU | SPD | Bezpartyjna Grupa Wyborcza | Razem     |
| 2002 | 7   | 3   | 5                          | 15 miejsc |

## Współpraca
Miejscowości partnerskie:
- Beaulieu-sur-Dordogne, Francja
- Grünhain-Beierfeld, Saksonia

## Zabytki i atrakcje
- klasztor Schwarzenberg
- zamek Schwarzenberg
- koncerty muzyki klasycznej w zamku Schwarzenberg